# Seznam autobusových linek v Opavě
Toto je seznam autobusových linek v Opavě. Provoz městské autobusové dopravy v Opavě byl zahájen v roce 1941.

## Seznam linek
| Číslo linky | Směr                                  | Zastávky | Poznámky    |
| ----------- | ------------------------------------- | --- | ----------- |
| 211         | Praskova ― Podvihov, Na Nové          | Praskova \| \| Anenská \| \| Těšínská Jatky \| \| Ostroj \| \| Papírny \| \| Globus \| \| Komárov, Oasa \| \| Komárov, Balakom \| \| Komárov, Komas \| \| Komárov, střed \| \| Komárov, tělocvična \| \| Komárov, Podvihovská \| \| Komárov, Drůb.záv. \| \| Podvihov, Kom.Chaloupky \| \| Podvihov, hostinec \| \| Podvihov, Na Nové |             |
| 212         | Divadlo ― Vlaštovičky                 | Divadlo \| \| SME I I Stará silnice \| \| Šeděnkova \| \| Jaktař, U Jaktarky \| \| Jaktař \| \| Jaktař, škola \| \| Jaktař, strojní traktorová stanice \| \| Zlatníky, střed \| \| Zlatníky \| \| Milostovice, 6. května \| \| Milostovice \| \| Vlaštovičky, Lužní \| \| Vlaštovičky |             |
| 213         | Kylešovice, SÚS ― Vávrovice, Karlovec | Vávrovice, Karlovec \| \| Kateřinky, Stříbrné jezero \| \| Dobrovského \| \| Rolnická \| \| U Cukrovaru \| \| Partyzánská \| \| Holasická \| \| Dolní náměstí \| \| Divadlo \| \| Olbrichova \| \| Rooseveltova \| \| Zukalova \| \| Bartoníčkova \| \| Kylešovský kopec \| \| Kylešovice, Gudrichova \| \| Kylešovice, Hlavní \| \| Kylešovice, Kroftova \| \| Kylešovice, SÚS |             |
| 214         | Dobrovského ― Komárov, TEVA 2         | Dobrovského \| \| Rolnická \| \| U Cukrovaru \| \| Partyzánská \| \| Holasická \| \| Praskova \| \| Anenská \| \| Těšínská \| \| Jatky \| \| Ostroj \| \| Papírny \| \| Komárov, Oasa \| \| Komárov, Komas \| \| Komárov, TEVA 2 |             |
| 215         | Liliová ― Globus                      | Liliová \| \| Sluneční \| \| Šeříková \| \| Vančurova \| \| Prokopa Holého \| \| Stará silnice \| \| SME \| \| Divadlo \| \| Dolní náměstí \| \| Praskova \| \| Hradecká \| \| Rooseveltova \| \| Vaškovo náměstí \| \| Hobzíkova \| \| Kylešovice, hřbitov \| \| Kylešovice, Hlavní \| \| Kylešovice, škola \| \| Kylešovice, Bavaria \| \| Kylešovice, Na Dolní hrázi \| \| Kylešovice, obalovna \| \| Globus |             |
| 216         | Vávrovice, Držkovice ― Dolní náměstí  | Vávrovice, Držkovice \| \| Vávrovice, škola \| \| Vávrovice, OPAVIA \| \| Vávrovice, pošta \| \| Vávrovice, sokolovna \| \| Vávrovice, Femont \| \| Vávrovice, Cukrovar \| \| Vávrovice, Palhanec kaple \| \| Jaktař, mrazírny \| \| Jaktař, Palhanecká \| \| Jaktař \| \| Jaktař, U Jaktarky \| \| Šeděnkova \| \| Stará silnice \| \| SME \| \| Divadlo \| \| Dolní náměstí |             |
| 217         | Slavkov ― Koupaliště                  | Slavkov \| \| Slavkov, Zámecká \| \| Slavkov, škola \| \| Slavkov, u areálu \| \| Slavkov, Černá cesta \| \| Slavkov, Latarna \| \| Otice, statek \| \| Otice, Slavkovská \| \| Otice, kaple \| \| Psychiatrická léčebna \| \| Nemocnice \| \| Horovo náměstí \| \| U soudu \| \| Divadlo \| \| SME \| \| Stará silnice \| \| Koupaliště |             |
| 218         | Koupaliště ― Chvalíkovice             | Koupaliště \| \| Městské sady \| \| Mostní \| \| Mařádkova \| \| SME \| \| Divadlo \| \| Dolní náměstí \| \| Praskova \| \| Východní nádraží \| \| Stadion \| \| Kylešovice, Bílovecká \| \| Kylešovice, Hlavní \| \| Kylešovice, SÚS \| \| Raduň, Jednota \| \| Raduň, škola \| \| Vršovice \| \| Chvalíkovice, Obecní úřad \| \| Chvalíkovice |             |
| 219         | Otice, kaple ― Malé Hoštice           | Otice, kaple \| \| Otice, škola \| \| Otice, Opavská \| \| Městský hřbitov \| \| Pekárny \| \| Vaškovo náměstí \| \| Rooseveltova \| \| Praskova \| \| Holasická \| \| Ratibořská \| \| Švédská kaple \| \| Kateřinky \| \| Kaufland \| \| Malé Hoštice, rest. \| \| Malé Hoštice |             |
| 220         | Praskova ― Suché Lazce- Přerovec      | Praskova \| \| Anenská \| \| Těšínská \| \| Jatky \| \| Ostroj \| \| Papírny \| \| Globus \| \| Komárov, Oasa \| \| Komárov, Balakom \| \| Komárov, tělocvična \| \| Komárov, střed \| \| Komárov, TEVA 2 \| \| Komárov, Kravařov \| \| Suché Lazce, dolní \| \| Suché Lazce, ZD \| \| Suché Lazce, střed \| \| Suché Lazce, horní \| \| Suché Lazce, Sedlinka \| \| Suché Lazce, Přerovec |             |
| 222         | Podvihov , Na Nové―Raduň ,Škola       | Podvihov, Na Nové \| \| Podvihov, Hostinec \| \| Podvihov, Kom.Chaloupky hlavní \| \| Podvihov, Kom.Chaloupky vodárna \| \| Raduň, Komárovská \| \| Raduň, škola |             |
| 223         | Komárov, TEVA 2 ― Praskova            | Komárov, TEVA 2 \| \| Komárov, Komas \| \| Komárov, Oasa \| \| Kylešovice, obalovna \| \| Kylešovice, Na Dolní hrázi \| \| Kylešovice, Bavaria \| \| Kylešovice, škola \| \| Kylešovice, Hlavní \| \| Kylešovice, Bílovecká \| \| Kylešovice, Vaníčkova \| \| Stadion \| \| Východní nádraží \| \| Praskova |             |
| 228         | Kylešovice, Bílovecká ― Jaktař        | Kylešovice, Bílovecká \| \| Kylešovice, Vaníčkova \| \| Stadion \| \| Východní nádraží \| \| Praskova \| \| Těšínská \| \| Jatky \| \| Ostroj \| \| Jatky \| \| Těšínská \| \| Anenská \| \| Holasická \| \| Ratibořská \| \| Vrchní \| \| U Cukrovaru \| \| Pekařská \| \| Dolní náměstí \| \| Divadlo \| \| U soudu \| \| Horovo náměstí \| \| Nemocnice \| \| Zem. tech. škola \| \| Městský hřbitov \| \| Zem. tech. škola \| \| Englišova \| \| Dostojevského \| \| Vančurova \| \| Prokopa Holého \| \| SME \| \| Stará silnice \| \| Šeděnkova \| \| Jaktař, U Jaktarky \| \| Jaktař                                                | noční linka |
| 229         | Jaktař ― Kylešovice, SÚS              | Jaktař \| \| Jaktař, U Jaktarky \| \| Šeděnkova \| \| Stará silnice \| \| SME \| \| Prokopa Holého \| \| Nemocnice \| \| Zem. tech. škola \| \| Městský hřbitov \| \| Zem. tech. škola \| \| Englišova \| \| Dostojevského \| \| Horovo náměstí \| \| U soudu \| \| Divadlo \| \| Dolní náměstí \| \| Pekařská \| \| U Cukrovaru \| \| Vrchní \| \| Ratibořská \| \| Holasická \| \| Anenská \| \| Těšínská \| \| Jatky \| \| Ostroj \| \| Jatky \| \| Těšínská \| \| Anenská \| \| Praskova \| \| Východní nádraží \| \| Stadion \| \| Kylešovice, Vaníčkova \| \| Kylešovice, Bílovecká \| \| Kylešovice, Kroftova \| \| Kylešovice, SÚS | noční linka |